# Manoir de Bray
Le manoir de Bray ou manoir d'en haut, est une demeure qui se dresse sur le territoire de la commune française de Glos, dans le département du Calvados, en région Normandie. L'édifice est partiellement inscrit au titre des monuments historiques.

## Localisation
Le manoir est situé sur une colline, à 4 km environ au sud de Lisieux, sur la rive gauche de l'Orbiquet, chemin des Loges à l'ouest de la commune de Glos, dans le département français du Calvados.

## Historique
Le recensement de la DREAL signale dans le parc du manoir un sol accidenté évoquant une motte castrale entourée de fossés.
L'édifice est daté du XVIe siècle ou la fin du XVe siècle. Le site de la commune indique une construction au XVIIIe siècle et de larges remaniements au début du XXe siècle.
La commune de Glos conserve neuf manoirs. Trois manoirs sont situés non loin les uns des autres : le manoir du Fief de Bray, le manoir de Bray et le manoir de la Brairie, sans doute éléments du même fief à l'origine.

## Description

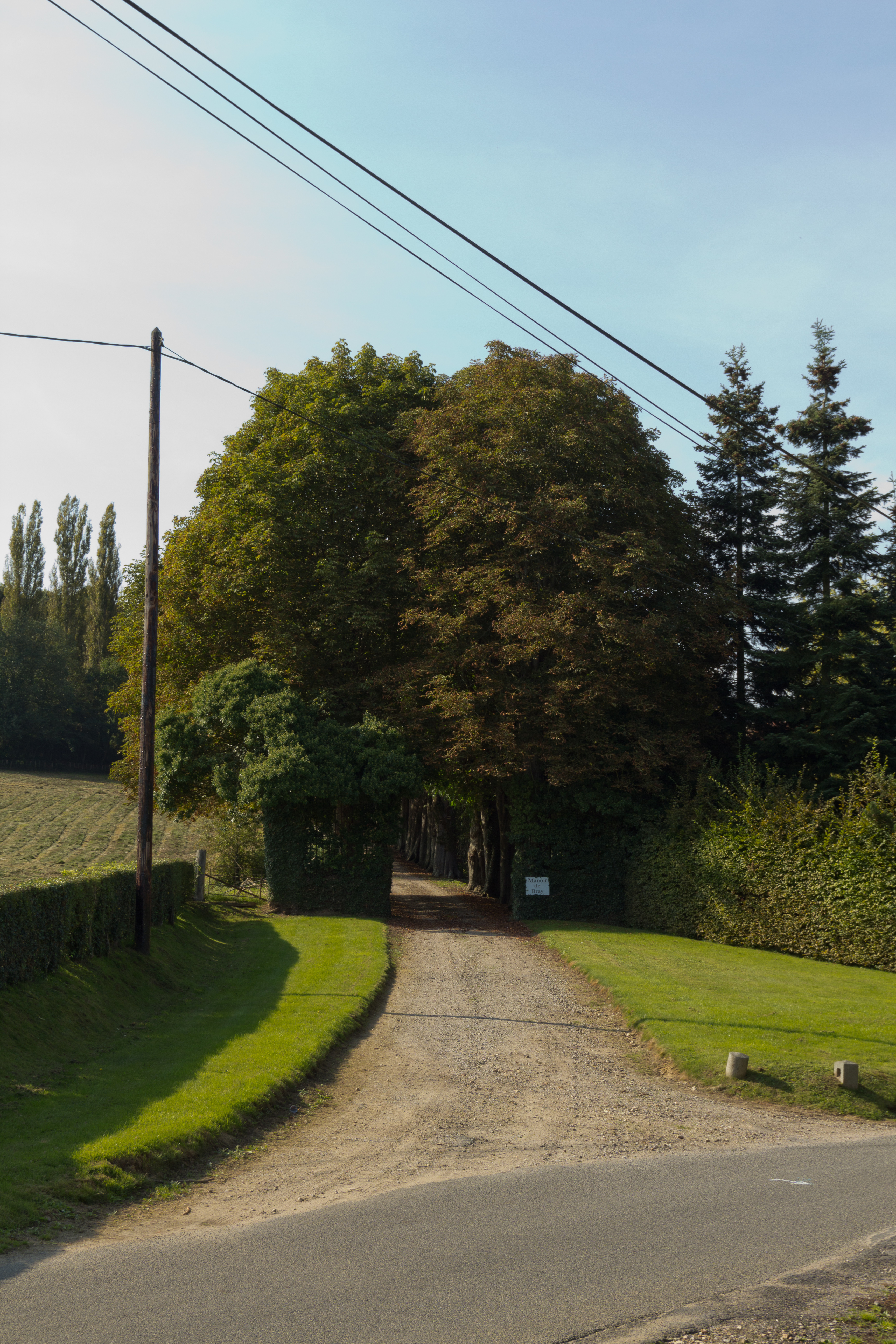
Le portail du manoir.

Le manoir, légèrement asymétrique, se présente sous la forme d'un logis rectangulaire flanqué au milieu des deux grands côtés de tourelles polygonales à usage d'escalier. Les deux ailes sont des constructions à pans de bois sur un premier niveau en pierre. L'étage est en encorbellement.
Le toit possède un campanile surmonté d'une rose des vents. Quatre lucarnes sont présentes dont trois à frontons.
Le parc, vaste de 5 ha, autour du manoir est un parc à l'anglaise et fut endommagé lors de la tempête de 1999.

## Protection
Les façades et toitures sont inscrites au titre des monuments historiques par arrêté du 26 décembre 1928.
Le parc est classé le 14 décembre 1943 afin que les arbres soient épargnés de la coupe pour l'effort de guerre.